# Walter Schaufelberger

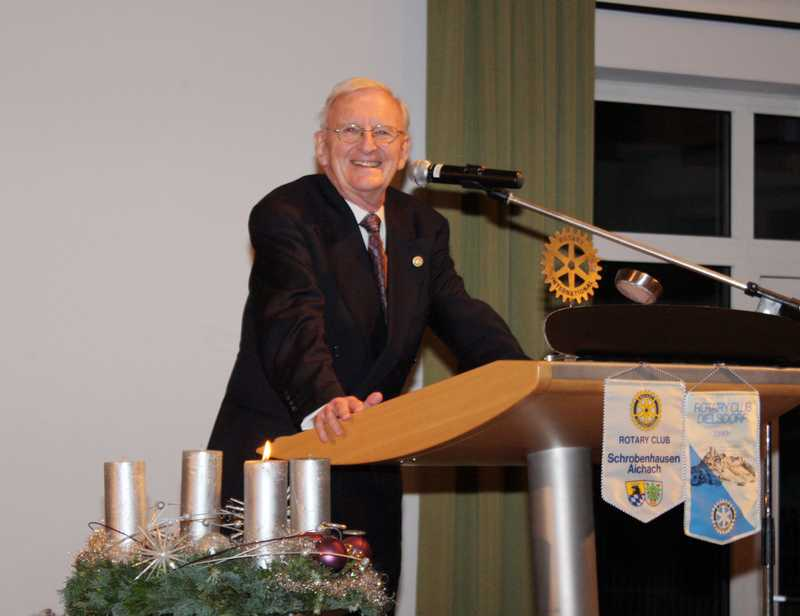
Walter Schaufelberger (2008)

Walter Schaufelberger (* 5. Januar 1926 in Zürich; † 30. September 2014 in Neerach) war ein Schweizer Militärhistoriker. Er hatte bis 1991 die erste Schweizer Doppelprofessur für Allgemeine und Schweizerische Militärgeschichte an der ETH Zürich und der Universität Zürich inne. Ausserdem war er von 1968 bis 1975 Chefredaktor der Allgemeinen Schweizerischen Militärzeitschrift (ASMZ). Im Milizheer der Schweizer Armee führte er den Dienstgrad eines Obersts im Generalstab.

## Leben

### Herkunft und Familie
Walter Schaufelberger wurde 1926 als Sohn des Paul Schaufelberger (Oberst der Militärjustiz und Personalvorstand der Schweizerischen Wagons- und Aufzügefabrik AG in Schlieren) und dessen Ehefrau Helen, geb. Koch, in Zürich geboren. Mit seiner Ehefrau Jeannine hatte Walter Schaufelberger vier Kinder. Er wohnte von 1962 bis zu seinem Tod im September 2014 in Neerach.

### Ausbildung
Schaufelberger besuchte von 1938 bis 1944 das kantonale Literargymnasium und studierte nach der Maturität Typus A im Jahre 1944 an der Universität Zürich Geschichte und Germanistik (1946–1953), wobei er ein Jahr an der Sorbonne in Paris verbrachte und dabei das Diplôme de la Civilisation française mit der Auszeichnung très bien erwarb. 1952 schloss er sein Studium in Zürich mit dem Doktorexamen (bei Marcel Beck) an der Philosophischen Fakultät I der Universität Zürich in den Fächern Allgemeine Geschichte, Schweizergeschichte, Paläographie und Diplomatik mit magna cum laude und der Dissertation Der Alte Schweizer und sein Krieg. Studien zur Kriegführung vornehmlich im 15. Jahrhundert mit der Beurteilung servatis simul veritatis necessitate et patriae amore diligentissime et sagacissime conscripta ab. Dem schloss sich 1953 das Staatsexamen an der Philosophischen Fakultät der Universität Zürich für das Höhere Lehramt in den Fächern Geschichte, Deutsch, Didaktik, Latein und Französisch an, gefolgt von einer Assistentenzeit am Historischen Seminar dieser Universität.

### Lehr- und Forschungstätigkeit
Zunächst war Schaufelberger als Gymnasiallehrer an der Kantonsschule Im  Lee in Winterthur von 1955 bis 1960 tätig, danach als Hauptlehrer für Geschichte am kantonalen Literargymnasium in Zürich.
Ab 1963 erhielt er dann einen Ruf als Lehrbeauftragter für Allgemeine und Schweizerische Kriegsgeschichte an den Abteilungen XI (Militärwissenschaft) und XII (Geistes- und Sozialwissenschaften) der Eidgenössischen Technischen Hochschule in Zürich. In dieser Zeit begann Schaufelberger mit den Arbeiten zu seiner Habilitationsschrift zum Thema Der Wettkampf in der Alten Eidgenossenschaft. Zur Kulturgeschichte des Sports vom 13. bis in das 18. Jahrhundert, die 1969 zur Habilitation an der Philosophischen Fakultät der Universität Zürich führte (2 Bände, Bern 1972).
1974 erhielt Walter Schaufelberger dann den Ruf als nebenamtlicher ausserordentlicher Professor für Allgemeine und Schweizerische Militärgeschichte – es war die erste derartige Professur in der Schweiz. Im Zusammenhang mit der 68er-Bewegung wurde eine starke Aversion eines Teils der Studenten und Professoren gegen die neue Professur offenbar. 1978 wurde Schaufelberger hauptamtlicher Dozent, und 1988 erhielt er einen zusätzlichen Ruf an die Eidgenössische Technische Hochschule in Zürich, so dass er eine Doppelprofessur in Militärgeschichte an beiden Zürcher Hochschulen innehatte.
Schaufelberger bereiste im Verlaufe seiner aktiven Tätigkeit nahezu die ganze Welt zu Forschungszwecken auf dem Gebiet der Kriegsanlässe, Kriegsvermeidung und Kriegsführung. Dazu verbrachte er u. a. ein halbes Jahr in den Reihen der Schweizergarde am Vatikan, um deren Geschichte zu studieren und zu beschreiben. Eine besonders enge Forschungsverbindung gab es dabei mit Walther Hubatsch an der Rheinischen Friedrich-Wilhelms-Universität Bonn. Einen Ruf an eine deutsche Universität, insbesondere die Einladung, den militärgeschichtlichen Lehrstuhl der Westfälischen Wilhelms-Universität in Münster zu übernehmen, lehnte Schaufelberger jedoch aus patriotischen Gründen ab.
1991 erfolgte die Emeritierung mit Ernennung zum Honorarprofessor der Universität Zürich. Seit dieser Zeit arbeitete er an verschiedenen Projekten. So gelang es ihm u. a., die Geschichte eines sog. „Hitler-Platzes“ – eines Hinrichtungsortes für schweizerische Verräter – aufzuarbeiten, einhergehend mit einer Lokalisierung des Platzes. Zu seinen akademischen Schülern gehören u. a. Roland Beck, Hans Rudolf Fuhrer, Jürg Stüssi-Lauterburg, Bruno Lezzi, Rudolf Steiger und René Zeller. Von 1990 bis 1994 war Schaufelberger Berater für Militärgeschichte beim Historischen Lexikon der Schweiz.
Schon 1945, kurz nach Ende des Zweiten Weltkriegs, hatte Walter Schaufelberger als erster ausländischer Historiker Kontakte mit dem Militärgeschichtlichen Forschungsamt (MGFA) in Deutschland aufgenommen. Später wurde er als erster Ausländer in die Clausewitz-Gesellschaft in Hamburg-Blankenese aufgenommen, von deren Sektion Schweiz er zum Ehrenmitglied ernannt wurde.

### Militärische Laufbahn
Walter Schaufelberger durchlief 1944 die Infanterie-Rekrutenschule, dann die Unteroffiziers- und Offiziersschule, wobei er 1945 jüngster Leutnant der Schweizer Armee wurde. Ständige Weiterbildungen führten 1954 zur Beförderung zum Hauptmann und Kommandanten der Füsilier-Kompanie I/65 sowie ab 1958 zur Vorbereitung für den Generalstab. Bis 1972 war Schaufelberger dann weiterhin – neben seinen beruflichen Verpflichtungen – im Generalstab und zuletzt als Oberst im Generalstab in der Funktion eines Stabschefs der Grenzbrigade 7 tätig. Von 1968 bis 1975 übte er zusätzlich das Amt des Chefredaktors der Allgemeinen Schweizerischen Militärzeitschrift, des Organs der Schweizerischen Offiziersgesellschaft, aus.

## Publikationen
Schaufelberger, der Mitherausgeber (mit Werner Hahlweg, Charles B. Burdick, Hans Bleckwenn, Dermot Bradley, Othmar Hackl und Johann Christoph Allmayer-Beck) der 1973 begründeten Studien zur Militärgeschichte, Militärwissenschaft und Konfliktsforschung im Biblio Verlag war, hat eine Vielzahl von Büchern, Buchbeiträgen und anderen wissenschaftlichen Veröffentlichungen im Verlaufe seiner langen Forschungstätigkeit verfasst. Insbesondere sind dabei folgende Monografien und Herausgeberschaften zu nennen:
- Der Wettkampf in der Alten Eidgenossenschaft. Zur Kulturgeschichte des Sports vom 13. bis in das 18. Jahrhundert. Haupt, Bern 1972, ISBN 3-258-02063-9.
- Begegnung mit der päpstlichen Schweizergarde im Vatikan. Huber, Frauenfeld 1984; 2. Auflage: Informations- und Rekrutierungsstelle Schweiz, Neuhausen am Rhein 2000.
- Der alte Schweizer und sein Krieg. Studien zur Kriegsführung vornehmlich im 15. Jahrhundert. 3. Auflage, Huber, Frauenfeld 1987, ISBN 3-7193-0980-0.
- Als Hrsg.: Sollen wir die Armee abschaffen? Blick auf eine bedrohliche Zeit (= Schriftenreihe der Schweizerischen Gesellschaft für Militärhistorische Studienreisen (GMS). Heft 8). Huber, Frauenfeld 1988, ISBN 3-7193-1001-9.
- Marignano. Strukturelle Grenzen eidgenössischer Militärmacht zwischen Mittelalter und Neuzeit (= Schriftenreihe der Schweizerischen Gesellschaft für Militärhistorische Studienreisen (GMS). Heft 11). Edition ASMZ im Huber-Verlag, Frauenfeld 1993, ISBN 3-7193-1038-8.
- Blätter aus der Schweizer Militärgeschichte (= Schriftenreihe der Schweizerischen Gesellschaft für Militärhistorische Studienreisen (GMS). Heft 15). Huber, Frauenfeld 1995, ISBN 3-7193-1111-2.

Viele Beiträge von Schaufelberger sind zusammengefasst in einem Sammelband, der zu Ehren seines 80. Geburtstages 2006 erschienen ist:
- Walter Schaufelberger: Spurensuche. Siebzehn Aufsätze zur Militärgeschichte der Schweiz. Hrsg. von Claudia Miller. Verlag Merker im Effingerhof, Lenzburg 2008, ISBN 978-3-85648-082-0.

## Ehrungen
Walter Schaufelberger hat eine Vielzahl von Ehrungen und Auszeichnungen erhalten, wie etwa die Ehrenmitgliedschaft in der Schweizerischen Sektion der Clausewitz-Gesellschaft sowie im deutschen Rotary-Club Schrobenhausen-Aichach, um den er sich – wie auch um seinen eigenen Rotary Club in Dielsdorf, dessen Gründungspräsident er 1978 war – im Rahmen der Förderung des wechselseitigen Verständnisses verdient gemacht hatte. Er wurde deshalb auch als Paul-Harris-Fellow mit einem Saphir ausgezeichnet.